# Astragalus aflatunensis
Astragalus aflatunensis är en ärtväxtart som beskrevs av Boris Fedtjenko. Astragalus aflatunensis ingår i släktet vedlar, och familjen ärtväxter. Inga underarter finns listade i Catalogue of Life.